# ক
ক(ka)は、ベンガル文字の最初の子音であり、母音を含めると12番目の文字である。ベンガル語は子音文字単体の母音は/ɔ/であるため、「ক」単体だと、/ko/と発音することもある。

## 概要
「ক」はベンガル文字の最初の子音で、数学で未知の数字を表すときに使用される事もある。

## 合字
ベンガル語にもヒンディー語と同じように合字が存在する。
- ক্ と ষ [ʃ] を合わせると「ক্ষ」になる。アッサム語とベンガル語では発音が異なる。

- ক্ と স [s] を合わせると「ক্স」となる。

- ক্ と কを合わせると「ক」を積み重ねたような「ক্ক」となる。

- ঙ্ [ŋ] と ক を合わせると「ঙ্ক」となる。

- ক্ と র [ɾ] を合わせると「ক্র」となる。